# Clivina
Clivina es un género de escarabajos de la familia Carabidae. Es nativo del Paleártico, el Neártico, el Cercano Oriente y el Norte de África. Son más predominantes en el hemisferio sur. Existen más de 580 especies.

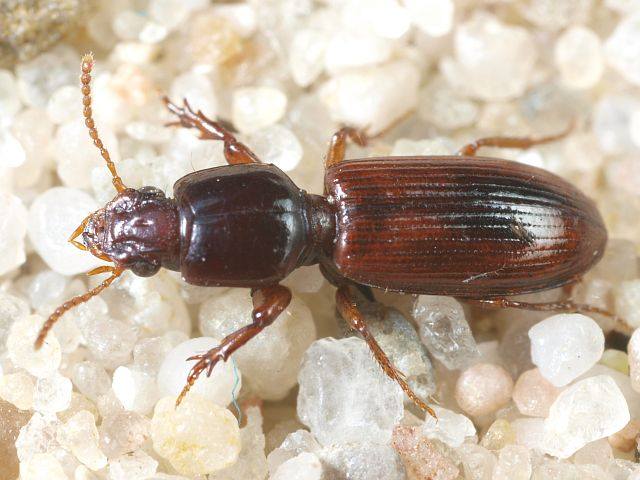
Clivina collaris

Miden 4-10 mm.

## Especies
| - Clivina acuducta Haldeman, 1843 i c g b - Clivina acutipalpis Putzeys, 1877 c g - Clivina addita Darlington, 1934 i c g - Clivina adstricta Putzeys, 1867 c g - Clivina aequalis Blackburn, 1890 c g - Clivina alabama Bousquet, 2012 i c g b - Clivina albertiana Burgeon, 1935 c g - Clivina allaeri Kult, 1959 c g - Clivina alleni Baehr, 2015 c g - Clivina alternans Darlington, 1971 c g - Clivina alutacea Lesne, 1896 c g - Clivina amazonica Putzeys, 1861 c g - Clivina ambigua Baehr, 2015 c g - Clivina americana Dejean, 1831 i c g b - Clivina ampandrandavae Basilewsky, 1973 c g - Clivina analis Putzeys, 1846 - Clivina angolana Kult, 1959 c g - Clivina angulicollis Baehr, 2015 c g - Clivina angustipes Putzeys, 1868 c g - Clivina antennaria Putzeys, 1867 c g - Clivina anthracina Klug, 1862 c g - Clivina antoinei Kult, 1959 c g - Clivina argenteicola Baehr, 2015 c g - Clivina armata Putzeys, 1846 c g - Clivina arnhemensis Baehr, 2015 c g - Clivina arunachalensis Saha & Biswas, 1985 c g - Clivina asymmetrica Baehr, 2015 c g - Clivina athertonensis Baehr, 2015 c g - Clivina atrata Putzeys, 1863 - Clivina atridorsis Sloane, 1905 c g - Clivina attenuata (Herbst, 1806) c g - Clivina aucta Erichson, 1843 c g - Clivina australasiae Boheman, 1858 c g - Clivina australica Sloane, 1896 c g - Clivina bacillaria Bates, 1889 c g - Clivina baenningeri Kult, 1951 c g - Clivina balfourbrownei Kult, 1951 c g - Clivina balli Baehr, 2015 c g - Clivina baloghi Baehr, 2015 c g - Clivina banksi Sloane, 1907 c g - Clivina basalis Chaudoir, 1843 c g - Clivina basilewskyi Kult, 1959 c g - Clivina bataviae Baehr, 2015 c g - Clivina batesi Putzeys, 1867 c g - Clivina bengalensis Putzeys, 1846 c g - Clivina bhamoensis Bates, 1892 c g - Clivina bicolor Putzeys, 1867 c g - Clivina bicolorata Baehr, 2015 c g - Clivina bicornuta Baehr, 2008 c g - Clivina bidentata Putzeys, 1846 c g - Clivina bifoveata Putzeys, 1861 c g - Clivina bifoveifrons Baehr, 2015 c g - Clivina biguttata Putzeys, 1867 c g - Clivina bilyi Baehr, 2015 c g - Clivina bingbong Baehr, 2015 c g - Clivina biplagiata Putzeys, 1866 c g - Clivina bipustulata (Fabricius, 1801) - Clivina birdumensis Baehr, 2015 c g - Clivina birmanica Kult, 1951 c g - Clivina biroi Kult, 1951 c g - Clivina bitincta Sloane, 1905 c g - Clivina bituberculata Putzeys, 1867 c g - Clivina blackburni Sloane, 1896 c g - Clivina bolivari (Barr, 1967) c g - Clivina boliviensis Putzeys, 1846 c g - Clivina boops Blackburn, 1890 c g - Clivina bouchardi Baehr, 2015 c g - Clivina bovillae Blackburn, 1890 c g - Clivina bowenensis Baehr, 2008 c g - Clivina brandti Darlington, 1962 c g - Clivina breviceps Baehr, 2015 c g - Clivina brevicollis Putzeys, 1867 c g - Clivina brevicornis Darlington, 1962 c g - Clivina brevior Putzeys, 1867 c g - Clivina brevipennis Baehr, 2015 c g - Clivina brevisterna Sloane, 1916 c g - Clivina breviuscula Putzeys, 1867 c g - Clivina brittoni Baehr, 2015 c g - Clivina brooksi Baehr, 2015 c g - Clivina brunnea Putzeys, 1846 c g - Clivina brunneipennis Putzeys, 1846 - Clivina brunnicolor Sloane, 1916 c g - Clivina brunnipennis Putzeys, 1846 c g - Clivina bulirschi Baehr, 2015 c g - Clivina bullata Andrewes, 1927 c g - Clivina bunburyana Baehr, 2015 c g - Clivina burgeoni Kult, 1959 c g - Clivina burmeisteri Putzeys, 1867 c g - Clivina caffra Putzeys, 1861 c g - Clivina cairnsensis Baehr, 2015 c g - Clivina calida Putzeys, 1866 - Clivina californica Vandyke, 1925 - Clivina camerunensis Kult, 1959 c g - Clivina capensis Kult, 1959 c g - Clivina carbinensis Baehr, 2015 c g - Clivina carbonaria Putzeys, 1867 c g - Clivina cardiothorax Baehr, 2008 c g - Clivina carinifera Baehr, 2015 c g - Clivina carpentaria Sloane, 1896 c g - Clivina castanea Westwood, 1837 c g - Clivina cava Putzeys, 1866 c g - Clivina championi Kult, 1951 c g - Clivina choatei Bousquet and Skelley, 2012 i c g - Clivina clarencea Baehr, 2015 c g - Clivina clypealis Baehr, 2008 c g - Clivina cochlearia Baehr, 2015 c g - Clivina collaris (Herbst, 1784) i c g b - Clivina collarti Burgeon, 1935 c g - Clivina columbica Putzeys, 1846 c g - Clivina communis Baehr, 2015 c g - Clivina confinis Baehr, 2015 c g - Clivina consanguinea Baehr, 2015 c g - Clivina consimilis Baehr, 2015 c g - Clivina consobrina Putzeys, 1867 c g - Clivina convexa Leconte, 1844 - Clivina convexior Baehr, 2015 c g - Clivina coomani Kult, 1951 c g - Clivina cooperensis Baehr, 2015 c g - Clivina coriacea Baehr, 2015 c g - Clivina coronata Putzeys, 1873 c g - Clivina corrugata Baehr, 2015 c g - Clivina coryzoides Baehr, 1989 c g - Clivina costulipennis Bates, 1892 c g - Clivina crassidentata Baehr, 2008 c g - Clivina crawfordensis Baehr, 2015 c g - Clivina cribricollis Putzeys, 1861 c g - Clivina cribrifrons Sloane, 1905 c g - Clivina cribrosa Putzeys, 1868 c g - Clivina cruciata Putzeys, 1867 c g - Clivina cruralis Putzeys, 1867 c g - Clivina csikii Kult, 1951 c g - Clivina cubae Darlington, 1934 c g - Clivina cuttacutta Baehr, 2015 c g - Clivina cylindracea Baehr, 2008 c g - Clivina cylindriformis Sloane, 1896 c g - Clivina cylindripennis Sloane, 1905 c g - Clivina damarina Péringuey, 1896 c g - Clivina dampieri Sloane, 1916 c g - Clivina darlingtoni Baehr, 2008 c g - Clivina darlingtoniana Baehr, 2015 c g - Clivina darwinensis Baehr, 2015 c g - Clivina darwini Sloane, 1916 c g - Clivina dealata Darlington, 1962 c g - Clivina debilis Blackburn, 1890 c g - Clivina decellei Basilewsky, 1968 c g - Clivina defaverii Baehr, 2008 c g - Clivina deleta Darlington, 1962 c g - Clivina delkeskampi Kult, 1959 c g - Clivina demarzi Baehr, 1988 c g - Clivina densepunctata Baehr, 2015 c g - Clivina densesulcata Baehr, 2008 c g - Clivina denticollis Sloane, 1896 c g - Clivina dentifemorata Putzeys, 1846 c g - Clivina dentipes Dejean, 1825 i b - Clivina deplanata Putzeys, 1867 c g - Clivina depressa Kult, 1951 c g - Clivina depressicollis Baehr, 1989 c g - Clivina desperata Baehr, 2008 c g - Clivina dewaillyi Kult, 1959 c g - Clivina difformis Putzeys, 1868 c g - Clivina diluta Darlington, 1953 c g - Clivina dilutipes Putzeys, 1868 c g - Clivina dimidiata Putzeys, 1866 c g - Clivina dingo Sloane, 1905 c g - Clivina discrepans Baehr, 2015 c g - Clivina dissimilis Putzeys, 1846 c g - Clivina distigma Putzeys, 1867 c g - Clivina doddi Sloane, 1905 c g - Clivina dolens Putzeys, 1873 c g - Clivina donabaueri Dostal, 2012 c g - Clivina donabaueriana Dostal, 2015 c g - Clivina dostali Baehr, 2015 c g - Clivina douglasensis Baehr, 2015 c g - Clivina drysdalea Baehr, 2015 c g - Clivina duboisi Burgeon, 1935 c g - Clivina dumolinii Putzeys, 1846 c g - Clivina edithae Baehr, 2015 c g - Clivina edungalbae Baehr, 2015 c g - Clivina elegans Putzeys, 1863 - Clivina elliott Baehr, 2015 c g - Clivina elongata Chaudoir, 1843 c - Clivina elongatula Nietner, 1856 c g - Clivina emarginata Putzeys, 1868 c g - Clivina eremicola Blackburn, 1894 c g - Clivina erugata Darlington, 1962 c g - Clivina erugatella Darlington, 1962 c g - Clivina erythropus Putzeys, 1846 c g - Clivina erythropyga Putzeys, 1867 c g - Clivina esulcata Baehr, 2008 c g - Clivina euphratica Putzeys, 1867 c g - Clivina excavatifrons Baehr, 2015 c g - Clivina exilis Sloane, 1916 c g - Clivina extensicollis Putzeys, 1846 c g - Clivina fasciata Putzeys, 1846 c g - Clivina fassatii Kult, 1947 c g - Clivina femoralis Putzeys, 1846 c g - Clivina ferrea Leconte, 1857 | - Clivina ferruginea Putzeys, 1868 c g - Clivina fessa Darlington, 1962 c g - Clivina finitima Baehr, 2015 c g - Clivina flava Putzeys, 1868 c g - Clivina floridae Csiki, 1927 c g - Clivina fluviatilis Baehr, 2015 c g - Clivina fontisaliceae Baehr, 2008 c g - Clivina forcipata (Putzeys, 1861) c g - Clivina fortis Sloane, 1896 c g - Clivina fossifrons Putzeys, 1867 c g - Clivina fossor (Linnaeus, 1758) i c g b - Clivina fossulata Baehr, 2015 c g - Clivina foveiceps Putzeys, 1846 c g - Clivina foveiventris Baehr, 2015 c g - Clivina fratercula Baehr, 2008 c g - Clivina frenchi Sloane, 1896 c g - Clivina froggatti Sloane, 1896 c g - Clivina frontalis Baehr, 2015 c g - Clivina fuscicornis Putzeys, 1846 c g - Clivina fuscipes Putzeys, 1846 c g - Clivina gamma Andrewes, 1929 c g - Clivina gentilis Baehr, 2015 c g - Clivina gerstmeieri Baehr, 1989 c g - Clivina ghesquierei Kult, 1959 c g - Clivina gilesi Baehr, 2008 c g - Clivina girardi Kult, 1959 c g - Clivina glabrata Baehr, 2015 c g - Clivina glabriceps Baehr, 2015 c g - Clivina goniostoma Putzeys, 1867 c g - Clivina gracilipes Sloane, 1896 c g - Clivina grahami Baehr, 2015 c g - Clivina grandiceps Sloane, 1896 c g - Clivina grata Darlington, 1953 c g - Clivina gressitti Darlington, 1962 c g - Clivina grossi Baehr, 2008 c g - Clivina gubarae Baehr, 2015 c g - Clivina guineensis Kult, 1951 c g - Clivina gunlomensis Baehr, 2015 c g - Clivina hackeri Sloane, 1907 c g - Clivina haeckeli Baehr, 2015 c g - Clivina hanichi Baehr, 2008 c g - Clivina hartleyi Baehr, 2015 c g - Clivina hasenpuschi Baehr, 2015 c g - Clivina heathlandica Baehr, 2015 c g - Clivina heinemanni Kult, 1959 c g - Clivina helferi Putzeys, 1867 c g - Clivina helmsi Blackburn, 1892 c g - Clivina helmutbergeri Baehr, 2015 c g - Clivina hennigi Baehr, 2015 c g - Clivina heridgei Baehr, 2008 c g - Clivina heterogena Putzeys, 1866 c g - Clivina hilaris Putzeys, 1861 c g - Clivina hoberlandti Kult, 1951 c g - Clivina hogenhoutae Baehr, 2015 c g - Clivina houstoni Baehr, 2008 c g - Clivina hovorkai Baehr, 2015 c g - Clivina howdenorum Baehr, 2015 c g - Clivina impressefrons Leconte, 1844 - Clivina impressiceps Baehr, 2015 c g - Clivina impuncticollis Baehr, 2015 c g - Clivina inaequalifrons Baehr, 1989 c g - Clivina inaequalis Putzeys, 1867 c g - Clivina incerta Baehr, 2008 c g - Clivina inermis Baehr, 2015 c g - Clivina inopaca Darlington, 1962 c g - Clivina inops Baehr, 2008 c g - Clivina insignis Kult, 1959 c g - Clivina integra Andrewes, 1929 c g - Clivina interioris Baehr, 2008 c g - Clivina intersecta Baehr, 1989 c g - Clivina interstitialis W.kolbe, 1883 - Clivina isogona Putzeys, 1868 c g - Clivina jabiruensis Baehr, 2015 c g - Clivina jakli Baehr, 2015 c g - Clivina janae Kult, 1959 c g - Clivina janetae Baehr, 2015 c g - Clivina javanica Putzeys, 1846 c g - Clivina jeanneli Kult, 1959 c g - Clivina jodasi Kult, 1959 c g - Clivina julieni Lesne, 1896 c g - Clivina kakaduana Baehr, 2015 c g - Clivina kalumburu Baehr, 2015 c g - Clivina kapuri Kult, 1951 c g - Clivina karikali Jedlicka, 1964 c g - Clivina kaszabi Kult, 1951 c g - Clivina katangana Kult, 1959 c g - Clivina kawa Basilewsky, 1948 c g - Clivina kershawi Sloane, 1916 c g - Clivina khasi Jedlicka, 1964 c g - Clivina kimberleyana Baehr, 2015 c g - Clivina kirschenhoferi Dostal, 2012 c g - Clivina klugi Putzeys, 1846 - Clivina kochi Schatzmayr, 1936 c g - Clivina komareki Kult, 1951 c g - Clivina kubor Darlington, 1971 c g - Clivina kulti Darlington, 1962 c g - Clivina kununurrae Baehr, 2015 c g - Clivina lacustris Putzeys, 1867 c g - Clivina laeta Putzeys, 1867 c g - Clivina laetipes Putzeys, 1867 c g - Clivina laevicollis Baehr, 2015 c g - Clivina laevifrons Chaudoir, 1842 c g - Clivina lamondi Baehr, 2015 c g - Clivina langeri Baehr, 2015 c g - Clivina languida Baehr, 2015 c g - Clivina larrimah Baehr, 2015 c g - Clivina latesulcata Baehr, 2015 c g - Clivina laticeps Putzeys, 1846 c g - Clivina latimanus Putzeys, 1846 c g - Clivina latior Baehr, 2008 c g - Clivina latiuscula Putzeys, 1867 c g - Clivina leai Sloane, 1896 c g - Clivina lebasii Putzeys, 1846 c g - Clivina lebisi Kult, 1959 c g - Clivina legorskyi Dostal, 2012 c g - Clivina lepida Putzeys, 1866 c g - Clivina leptosoma Andrewes, 1938 c g - Clivina lewisi Andrewes, 1927 c g - Clivina limbipennis Jacquelin du Val, 1857 c g - Clivina lincolnensis Baehr, 2008 c g - Clivina lobata Bonelli, 1813 c g - Clivina lobifera Baehr, 2015 c g - Clivina lobipes Sloane, 1896 c g - Clivina longipennis Putzeys, 1861 c g - Clivina longissima Baehr, 2015 c g - Clivina longithorax Baehr, 2008 c g - Clivina lucernicola Baehr, 2015 c g - Clivina lucida Putzeys, 1867 c g - Clivina lutea Baehr, 2015 c g - Clivina machadoi Basilewsky, 1955 c g - Clivina macleayi Sloane, 1896 c g - Clivina macularis Putzeys, 1867 c g - Clivina madagascariensis Putzeys, 1846 c g - Clivina madiganensis Baehr, 2015 c g - Clivina magnicollis Baehr, 2008 c g - Clivina makolskii Kult, 1959 c g - Clivina mareebae Baehr, 2015 c g - Clivina marginata (Putzeys, 1868) c g - Clivina marginicollis Putzeys, 1867 c g - Clivina marginipennis Putzeys, 1846 c g - Clivina marlgu Baehr, 2015 c g - Clivina martii Kult, 1959 c g - Clivina mastersi Sloane, 1896 c g - Clivina matarankae Baehr, 2015 c g - Clivina matthewsi Baehr, 2015 c g - Clivina maxima Kult, 1959 c g - Clivina mcquillani Baehr, 2015 c g - Clivina media Putzeys, 1846 c g - Clivina megalops Baehr, 2015 c g - Clivina mekongensis Lesne, 1896 c g - Clivina mickoleiti Baehr, 2015 c g - Clivina microps Baehr, 2015 c g - Clivina minilyae Baehr, 2015 c g - Clivina minuta Baehr, 2015 c g - Clivina minutissima Baehr, 2015 c g - Clivina mirrei Kult, 1959 c g - Clivina misella Sloane, 1905 c g - Clivina mjoebergi Baehr, 2008 c g - Clivina mocquerysi Alluaud, 1935 c g - Clivina moerens Putzeys, 1873 c g - Clivina monilicornis Sloane, 1896 c g - Clivina montei Kult, 1959 c g - Clivina monteithi Baehr, 2015 c g - Clivina monticola Andrewes, 1931 c g - Clivina montisferrei Baehr, 2015 c g - Clivina mordax Putzeys, 1861 c g - Clivina moreheadensis Baehr, 2015 c g - Clivina morio Dejean, 1831 i c g - Clivina morosa Baehr, 2008 c g - Clivina muelleri Kult, 1959 c g - Clivina muirellae Baehr, 2015 c g - Clivina multispinosa Baehr, 2015 c g - Clivina murgenellae Baehr, 2015 c g - Clivina mustela Andrewes, 1923 c g - Clivina myops Bousquet, 1997 i c g - Clivina nadineae Baehr, 2015 c g - Clivina nana Sloane, 1896 c g - Clivina napieria Baehr, 2015 c g - Clivina netolitzkyi Kult, 1951 c g - Clivina ngayensis Burgeon, 1935 c g - Clivina nicholsona Baehr, 2015 c g - Clivina nigra Sloane, 1905 c g - Clivina nigrosuturata Baehr, 2015 c g - Clivina niponensis Bates, 1873 c g - Clivina nitidula Putzeys, 1867 c g - Clivina normandi Kult, 1959 c g - Clivina normantona Baehr, 2015 c g - Clivina nourlangie Baehr, 2015 c g - Clivina nyctosyloides Putzeys, 1868 c g - Clivina obenbergeri Kult, 1951 c g - Clivina obliquata Putzeys, 1867 c g - Clivina obliquicollis Sloane, 1905 c g - Clivina oblita Putzeys, 1867 c g - Clivina oblonga (Putzeys, 1873) c g - Clivina oblongicollis Putzeys, 1863 - Clivina obscuripennis Putzeys, 1867 c g - Clivina obscuripes Blackburn, 1890 c g | - Clivina obsoleta Sloane, 1896 c g - Clivina occulta Sloane, 1896 c g - Clivina odontomera Putzeys, 1868 c g - Clivina okutanii Habu, 1958 c g - Clivina olliffi Sloane, 1896 c g - Clivina oodnadattae Blackburn, 1894 c g - Clivina opacidermis Baehr, 1989 c g - Clivina orbitalis Baehr, 2008 c g - Clivina oregona Fall, 1922 i c g b - Clivina orientalis Kult, 1959 c g - Clivina ovalipennis Sloane, 1905 c g - Clivina pallida Say, 1823 i c g b - Clivina pallidiceps Sloane, 1905 c g - Clivina palmeni Kult, 1959 c g - Clivina pampicola Putzeys, 1867 c g - Clivina pandana Andrewes, 1938 c g - Clivina paradebilis Baehr, 2008 c g - Clivina parallela Lesne, 1896 c g - Clivina parolliffi Baehr, 2015 c g - Clivina parryensis Baehr, 2015 c g - Clivina parvidens Putzeys, 1867 c g - Clivina parvula Putzeys, 1867 c g - Clivina paucidentata Baehr, 2015 c g - Clivina pectonada Sloane, 1905 c g - Clivina pectoralis Putzeys, 1868 c g - Clivina peninsulae Baehr, 2015 c g - Clivina pentecostensis Baehr, 2015 c g - Clivina perlonga Baehr, 2015 c g - Clivina pernigra Baehr, 2015 c g - Clivina perplexa Péringuey, 1896 c g - Clivina perthensis Baehr, 1989 c g - Clivina pfefferi Kult, 1951 c g - Clivina pfisteri Andrewes, 1930 c g - Clivina physopleura Burgeon, 1935 c g - Clivina picina Andrewes, 1936 c g - Clivina pilbarae Baehr, 2015 c g - Clivina pileolata Bates, 1892 c g - Clivina planiceps Putzeys, 1861 c g - Clivina planicollis Leconte, 1857 - Clivina planifrons Sloane, 1907 c g - Clivina planulata Putzeys, 1867 c g - Clivina platensis Putzeys, 1867 c g - Clivina pluridentata Putzeys, 1877 c g - Clivina postica Leconte, 1848 - Clivina pravei Lutshnik, 1927 c g - Clivina procera Putzeys, 1866 c g - Clivina prominens Putzeys, 1866 - Clivina pronotalis Baehr, 2015 c g - Clivina protibialis Baehr, 2008 c g - Clivina punctaticeps Putzeys, 1868 c g - Clivina puncticeps Darlington, 1962 c g - Clivina punctifrons Putzeys, 1867 c g - Clivina punctigera Leconte, 1857 - Clivina punctiventris Putzeys, 1867 c g - Clivina punctulata Leconte, 1852 - Clivina putzeysi Csiki, 1927 c g - Clivina quadrata Putzeys, 1867 c g - Clivina quadraticollis Baehr, 2015 c g - Clivina quadratifrons Sloane, 1896 c g - Clivina quadricornuta Baehr, 2015 c g - Clivina quadristriata Baehr, 2008 c g - Clivina queenslandica Sloane, 1896 c g - Clivina quinquesetosa Baehr, 2015 c g - Clivina recurvidens Putzeys, 1867 c g - Clivina regularis Sloane, 1896 c g - Clivina reticulata Baehr, 2015 c g - Clivina riverinae Sloane, 1896 c g - Clivina robusta Sloane, 1905 c g - Clivina rokebyensis Baehr, 2015 c g - Clivina roperensis Baehr, 2015 c g - Clivina rubicunda Leconte, 1857 - Clivina rubripes Putzeys, 1868 c g - Clivina rubropicea Baehr, 2015 c g - Clivina rufa Leconte, 1857 - Clivina rufipennis Baehr, 2008 c g - Clivina rufonigra Baehr, 1989 c g - Clivina rufula Darlington, 1962 c g - Clivina rugiceps Klug, 1832 c g - Clivina rugicollis Baehr, 2015 c g - Clivina rugosepunctata Baehr, 2015 c g - Clivina rugosofemoralis Balkenohl, 1999 c g - Clivina sabulosa W.S.Macleay, 1825 - Clivina sacra Putzeys, 1875 c g - Clivina sagittaria Bates, 1892 c g - Clivina sagittifera Baehr, 2015 c g - Clivina saigonica Kult, 1951 c g - Clivina sansapor Darlington, 1962 c g - Clivina sasajii Ball, 2001 i c g - Clivina saundersi Andrewes, 1926 c g - Clivina scabra Baehr, 2015 c g - Clivina schatzmayri Kult, 1959 c g - Clivina schaubergeri Kult, 1951 c g - Clivina sculpticeps Darlington, 1953 c g - Clivina sectifrons Bates, 1892 c g - Clivina sellata Putzeys, 1866 c g - Clivina semicarinata Putzeys, 1877 c g - Clivina semicava Baehr, 2015 c g - Clivina shortlandica van Emden, 1937 c g - Clivina siamica Putzeys, 1867 c g - Clivina sicula Baudi, 1864 - Clivina simillima Baehr, 2015 c g - Clivina simplicifrons Fairmaire, 1901 c g - Clivina simulans Sloane, 1896 c g - Clivina sloanei Csiki, 1927 c g - Clivina sobrina Dejean, 1831 c g - Clivina sodalis Baehr, 2015 c g - Clivina soror Baehr, 2008 c g - Clivina sororcula Baehr, 2015 c g - Clivina spadix Andrewes, 1929 c g - Clivina spatulata Baehr, 2015 c g - Clivina spatulifera Andrewes, 1929 c g - Clivina spinipes Putzeys, 1867 c g - Clivina stefaniana G.Müller, 1942 c g - Clivina sternalis Baehr, 2015 c g - Clivina stigmula Putzeys, 1846 c g - Clivina storeyi Baehr, 2015 c g - Clivina straneoi Kult, 1959 c g - Clivina striata Putzeys, 1846 c g - Clivina striatopunctata Dejean, 1831 c g - Clivina stricta Putzeys, 1861 c g - Clivina stygica Putzeys, 1867 c g - Clivina subdepressa Kult, 1951 c g - Clivina subfoveiceps Kult, 1959 c g - Clivina subfusa Darlington, 1962 c g - Clivina subterranea Decu, Nitzu & Juberthie, 1994 - Clivina sudanensis Kult, 1959 c g - Clivina sulcaticeps Sloane, 1923 c g - Clivina sulcicollis Sloane, 1896 c g - Clivina sulcigera Putzeys, 1867 c g - Clivina sulcipennis Putzeys, 1867 c g - Clivina suturalis Putzeys, 1863 - Clivina svenssoni Basilewsky, 1946 c g - Clivina synnotensis Baehr, 2015 c g - Clivina synoikos Baehr, 2015 c g - Clivina syriaca J.Sahlberg, 1908 c g - Clivina szekessyi Kult, 1951 c g - Clivina szitoi Baehr, 2008 c g - Clivina talpa Andrewes, 1927 c g - Clivina tanami Baehr, 2015 c g - Clivina tanganyikana Kult, 1959 c g - Clivina taurina Putzeys, 1867 c g - Clivina tenuis Baehr, 2015 c g - Clivina territorialis Baehr, 2008 c g - Clivina testacea Putzeys, 1846 - Clivina toledanoi Baehr, 2015 c g - Clivina toombae Baehr, 2015 c g - Clivina torrida Putzeys, 1867 c g - Clivina toxopei Darlington, 1962 c g - Clivina tozeria Baehr, 2015 c g - Clivina trachys Andrewes, 1930 c g - Clivina tranquebarica Bonelli, 1813 c g - Clivina transgrediens Baehr, 2015 c g - Clivina transversa Putzeys, 1867 c g - Clivina transversicollis Putzeys, 1867 c g - Clivina trapezicollis Baehr, 2015 c g - Clivina tribulationis Baehr, 2015 c g - Clivina tridentata Putzeys, 1867 c g - Clivina tripuncta Darlington, 1962 c g - Clivina tristis Putzeys, 1846 c g - Clivina truncata Putzeys, 1877 c g - Clivina tuberculata Putzeys, 1846 c g - Clivina tuberculifrons Blackburn, 1890 c g - Clivina tumidifrons Baehr, 1989 - Clivina tumidipes Sloane, 1896 - Clivina tutancamon Schatzmayr, 1936 c g - Clivina ubirr Baehr, 2015 c g - Clivina ulrichi Baehr, 2015 c g - Clivina uluru Baehr, 2015 c g - Clivina uptoni Baehr, 2015 c g - Clivina vagans Putzeys, 1866 c g - Clivina validior Baehr, 2015 c g - Clivina variabilis Baehr, 2015 c g - Clivina ventripunctata Baehr, 2015 c g - Clivina veselyi Kult, 1959 c g - Clivina vespertina Putzeys, 1867 i - Clivina vicina Baehr, 2008 c g - Clivina vigil Darlington, 1962 c g - Clivina vittata Sloane, 1896 c g - Clivina vosahloi Kult, 1959 c g - Clivina vulgivaga Boheman, 1858 c g - Clivina wachteli Baehr, 2015 c g - Clivina wallacei Putzeys, 1867 c g - Clivina weanyanae Baehr, 2015 c g - Clivina weipae Baehr, 2015 c g - Clivina weiri Baehr, 2015 c g - Clivina werrisensis Baehr, 2015 c g - Clivina westralis Baehr, 2015 c g - Clivina westwoodi Putzeys, 1867 c g - Clivina wildi Blackburn, 1890 c g - Clivina wiluna Darlington, 1953 c g - Clivina wurargae Baehr, 2008 c g - Clivina yanoi Kult, 1951 c g - Clivina yorkiana Baehr, 2008 c g - Clivina ypsilon Dejean, 1830 c g - Clivina zborowskii Baehr, 2015 c g - Clivina zebi Kult, 1951 c g |

Datos: i = ITIS, c = Catalogue of Life, g = GBIF, b = Bugguide.net